# Tony Curtis
Bernard Schwartz (Nueva York, 3 de junio de 1925-Las Vegas, Nevada, 29 de septiembre de 2010) conocido por su nombre artístico Tony Curtis, fue un actor estadounidense. Célebre por su físico de galán y su acento típicamente neoyorquino, su nombre quedará ligado a su interpretación en Some Like It Hot (1959) con Jack Lemmon y Marilyn Monroe. El actor acabó demostrando su talento en filmes de la talla de Chantaje en Broadway (The Sweet Smell of Success) con Burt Lancaster y en su papel de un prófugo encadenado a Sidney Poitier en The Defiant Ones que le valió una nominación a los Óscar.
Su historial incluye otros títulos tan recordados como Espartaco de Stanley Kubrick, Trapecio de Carol Reed, Los vikingos y El estrangulador de Boston de Richard Fleischer, Operación Pacífico de Blake Edwards, El último magnate de Elia Kazan, El espejo roto de Guy Hamilton y La semilla del diablo de Roman Polanski (donde solo puso su voz).

## Biografía

### Primeros años
Bernard Schwartz nació el 3 de junio de 1925, en el Hospital de la Quinta Avenida esquina con la 105 Este en Manhattan, y era el primer de los tres hijos fruto del matrimonio entre Helen (apellido de soltera Klein) y Emanuel Schwartz. 
Algunas biografías aseguran que nació en el Bronx, probablemente debido a los continuos traslados de la familia durante esa época, pero el actor lo aclaró en una entrevista de televisión. Sus padres eran emigrantes húngaros provenientes de Checoslovaquia y Hungría: su padre nació en Ópályi, cerca de Mátészalka, y su madre era nativa de Nagymihály (ahora Michalovce, Eslovaquia). Ella llegaría a Estados Unidos desde Válykó (ahora Vaľkovo, Eslovaquia).
Su primer idioma fue el húngaro, que habló hasta los seis años, cosa que pospuso su entrada en el colegio. Su padre era sastre y la familia vivía en la parte trasera de la tienda: sus padres en un rincón y Curtis y sus hermanos Julius y Robert en otro. Su madre participó en el concurso de televisión You Bet Your Life el 9 de febrero de 1956, presentado por Groucho Marx. Su madre fue diagnosticada posteriormente de esquizofrenia, una enfermedad que también sufriría su hermano pequeño Robert.
Cuando Curtis contaba con ocho años, su hermano Julius y él fueron llevados a un orfanato durante un mes porque sus padres no podían alimentarlos. Posteriormente, Julius sería atropellado por un camión y fallecería. Curtis se unió a una pandilla del vecindario, cuyos delitos principales fueron hurtos menores en tiendas locales. Cuando tenía once años, un vecino le salvó de que cayera en la delincuencia juvenil enviándolo a un campamento Boy Scout, donde pudo redirigir sus prioridades. Fue al Seward Park High School y, con 16 años, tuvo un papel en una representación escolar.

### Servicio militar
Curtis se alistó en el Ejército de los Estados Unidos después del ataque a Pearl Harbor. Inspirado en el personaje de Cary Grant en Destinoː Tokio y en Tyrone Power en Tiburones de acero (1943), prestó servicio en la fuerza submarina del Pacífico, a bordo del Buque nodriza de submarinos USS Proteus hasta el final de la Segunda Guerra Mundial. El 2 de septiembre de 1945, Curtis fue testigo del acto de rendición japonés en la Bahía de Tokio desde el puente del barco en el que estaba asignado.

### Descubrimiento y fichaje por Universal
Después de ser licenciado, Curtis fue al City College de Nueva York y, posteriormente estudió en The New School de Greenwich Village bajo la tutela del director teatral Erwin Piscator. Entre los compañeros de su promoción se incluyen Elaine Stritch, Harry Belafonte, Walter Matthau, Beatrice Arthur y Rod Steiger. Mientras estudiaba, Curtis fue descubierto por Joyce Selznick, el cazatalentos, director de casting y sobrino del gran productor David O. Selznick.
En 1948, Curtis llegaría a Hollywood a la edad de 23 años. En su autobiografía, Curtis describe como se encontró con Jack Warner en el avión a California y como tuvo un breve romance con Marilyn Monroe antes de que ambos fueran estrellas.

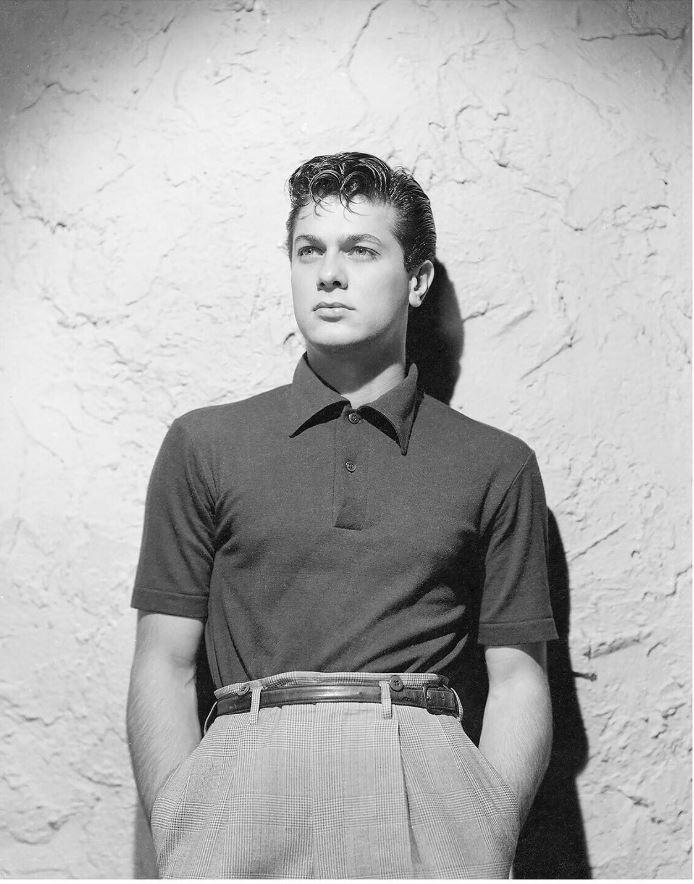
Tony Curtis, por el año 1952.

El actor firmaría con Universal Pictures, allí coincidió con promesas como Rock Hudson, James Best, Julie Adams y Piper Laurie;y fue donde cambió su nombre por el de Anthony Curtis. El primer nombre se lo debe al título de la novela Anthony Adverse y "Curtis" sería la variante de Kurtz, el apellido de la familia de su madre. Aunque Universal Pictures le dio clases de esgrima y equitación, Curtis admite que al principio solo estaba interesado en las chicas y el dinero y no tenía esperanzas en sus posibilidades de convertirse en una estrella importante. El mayor temor de Curtis era tener que volver a casa en el Bronx como un fracaso:

"Tenía la posibilidad entre un millón de triunfar. El peor candidato para ello. Era un tipo bajo para el canon de estrella. Estaba por debajo del canon. Era un saco atado a una alcantarilla.

Su debut en el cine sería en el thriller El abrazo de la muerte (Criss Cross) (1949) interpretando al bailarín acompañante de Yvonne de Carlo. El protagonista de la película sería Burt Lancaster con el que trabajaría en multitud de películas. Su segundo trabajo sería Dime con quién andas (City Across the River) (también en 1949), y en el que aparecería en los títulos de crédito como "Anthony Curtis". En esos años, se continuarían otros trabajos como Dirección prohibida (The Lady Gambles) (1949) y Johnny Stool Pigeon (ambas de 1949). Al año siguiente, se le podría ver en largometrajes como Francis (1950), Mujer oculta (Woman in Hiding) (1950) y I Was a Shoplifter (1950). 
Después de esto, participaría en tres westerns, Sierra (1950), con Audie Murphy, uno de los muchos nombres con los que trabajó (incluido su compañero en Universal, Rock Hudson), Winchester '73 (1950) con James Stewart y Shelley Winters y Los asaltantes de Kansas (Kansas Raiders, 1951), en el que volvía a compartir pantalla con Murphy y en el que aparece ya en los créditos como "Tony Curtis".

### Inicio de su estrellato

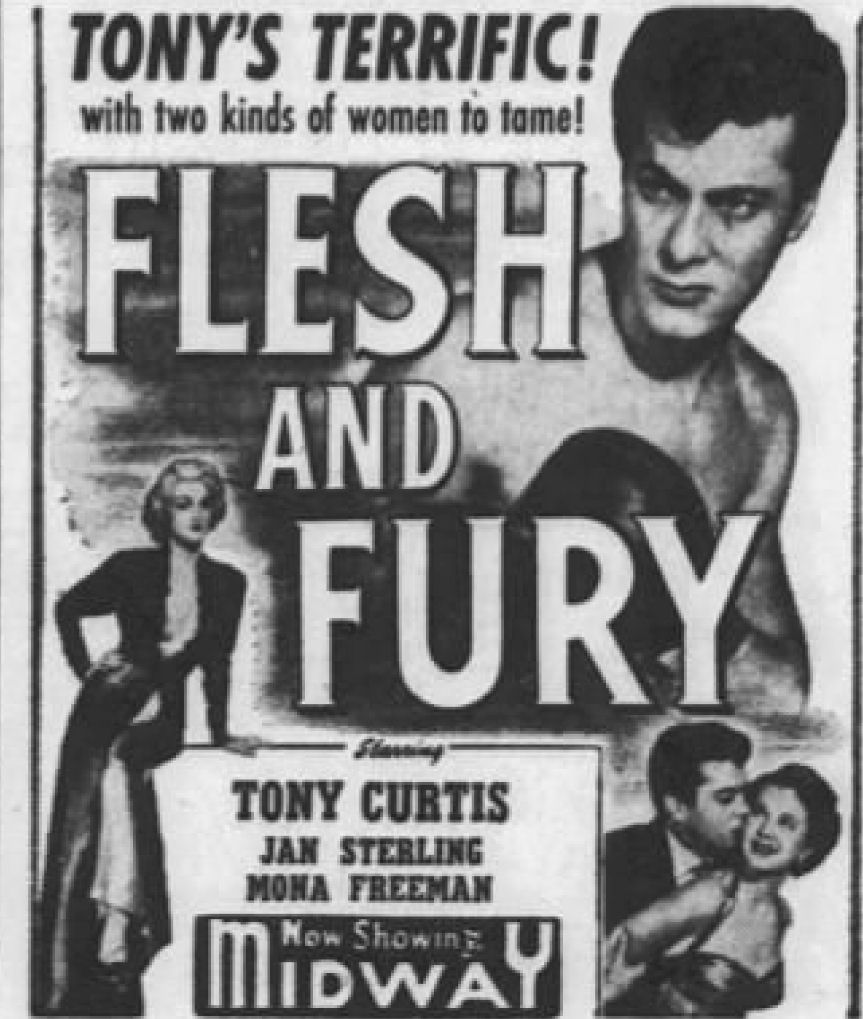
Cartel promocional de la película Flesh and Fury de 1952

Curtis comenzó a recibir multitud de cartas de aficionados por lo que Universal quiso explotar esta nueva estrella incipiente al darle el papel protagonista de Su alteza el ladrón (The Prince Who Was a Thief) (1951), una película de capa y espada ambientada en el Oriente Medio con Piper Laurie. Esta película fue un auténtico éxito de taquilla por lo que catapultó a Curtis a la fama. A esta película le siguieron Flesh and Fury (1952) ambientada en el mundo del boxeo, Prohibido el paso al novio (No Room for the Groom) (1952), una comedia nuevamente acompañado de Laurie y El hijo de Alí Babá (Son of Ali Baba) (1952), nuevamente de Oriente Medio y con Laurie.
Aunque ya habían trabajado juntos en 1949 en el corto How to Smuggle a Hernia Across the Border, en 1953 Curtis coincidió por primera vez en un largometraje con su primera esposa, la también actriz Janet Leigh en El gran Houdini (Houdini ) (1953), en la que el actor encarna al mítico mago. Sus siguientes proyectos serían de serie B: The All American (1953), en la que encarna a un futbolista; Contrabandistas de Macao (Forbidden) (1953) de Rudolph Maté, la bélica Misión temeraria (Beachhead) de Stuart Heisler (1954); Johnny Dark de George Sherman (1954) y Coraza negra (The Black Shield of Falworth) de Rudolph Maté (1954), una nueva película de capa y espada acompañado de Leigh. Todas fueron rentables a nivel de taquilla por lo que Curtis siguió creciendo en su popularidad.
En 1955, hizo su probatura en el musical con Tres amores en París (So This Is Paris) (1955), de Richard Quine y su agenda no paró de trabajar con Atraco sin huellas (Six Bridges to Cross) (1955), La máscara púrpura (The Purple Mask) y Campeón sin victoria (The Square Jungle). También ese año y desde el punto de vista empresarial, Curtis y Leigh crearían su propia productora independiente, Curtleigh Productions.

### La época dorada de Curtis

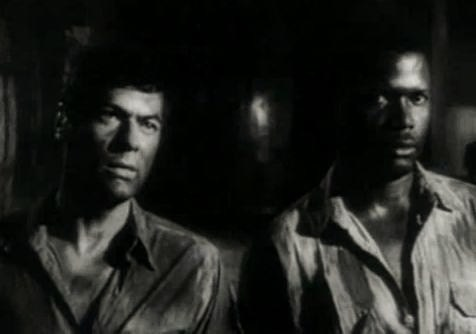
Curtis y Sidney Poitier en
Fugitivos (1958)

A pesar de que era un actor rentable, no se contaba con Curtis hasta entonces en grandes proyectos. Todo eso cambiaría en el siguiente lustro. En 1956, empezaría coprotagonizando junto a Burt Lancaster y Gina Lollobrigida Trapecio de Carol Reed. Fue uno de los mayores éxitos del año. Ya al año siguiente, su carrera continuó con una gran cantidad de aparicionesː el western Aquellos duros años (The Rawhide Years), el drama El temible Mister Cory (Mister Cory) (1957) y la policíaca El rastro del asesino (The Midnight Story). Burt Lancaster volvió a llamarlo para encarnar al agente de prensa Sidney Falco en Chantaje en Broadway (Sweet Smell of Success), una película en la que, a pesar de no funcionar muy bien en la taquilla, la calidad de su interpretación llamó la atención de la crítica.
En 1958, Kirk Douglas, a la sazón también productor del futuro proyecto, llamó a Curtis y a su esposa Janet Leigh para encabezar junto a Douglas el reparto de Los vikingos (The Vikings). La película se convirtió en uno de los mayores éxitos a nivel mundial. Después de ello, la filmografía de Curtis siguió con otros proyectos como Cenizas bajo el sol (Kings Go Forth) con Frank Sinatra y Natalie Wood. El año se cerraba con otro éxito de taquilla de la mano de Fugitivos (The Defiant Ones), junto a Sidney Poitier y cuya interpretación le valió su primera y única nominación a los Oscar al mejor Actor. En esta película, Curtis exigió que el nombre de su compañero y amigo Poitier apareciera junto a él encabezando el reparto. Una decisión muy controvertida en un momento donde la segregación racial en Estados Unidos aún era la nota dominante. Curtis y Janet Leigh volvieron a compartir pantalla en la comedia de Blake Edwards para Universal, Vacaciones sin novia (The Perfect Furlough) (1958). 
El siguiente año sería crucial para hacer entrar a Curtis en la eternidad. Junto a Jack Lemmon y Marilyn Monroe filmó el clásico de Billy Wilder Con faldas y a lo loco (Some Like It Hot). Una película que se convirtió tanto en éxito de taquilla como un clásico del cine. Igualmente popular sería la comedia bélica Operación Pacífico (Operation Petticoat) (1959), donde se volvió a poner a las órdenes de Blake Edwards y con Cary Grant como compañero de reparto.
Curtis y Leigh volvieron a trabajar juntos en ¿Quién era esa chica? (Who Was That Lady?) (1960), una comedia junto a Dean Martin y, a esta, le siguió otra comedia Perdidos en la gran ciudad (The Rat Race) esta vez con Debbie Reynolds. Pero 1960 se cerraría con otro de sus personajes icónicos. Kirk Douglas lo volvió a llamar para ofrecerle uno de los papeles principales de la superproducción Espartaco (Spartacus) (1960), un papel que le valió una nominación a los Globos de Oro.
Su trayectoria siguió en 1961 con dos biopics: El gran impostor (The Great Impostor) (1961), dirigida por Robert Mulligan, interpretando a Ferdinand Waldo Demara; y El sexto héroe (The Outsider) (1961), en la que encarna al héroe de guerra Ira Hayes. Volvería a las películas épicas con Taras Bulba, compartiendo el reparto con Yul Brynner y Christine Kaufmann, que se convertiría en su segunda esposa.

### Años 60ː entre las comedias y el estrangulador de Boston

Curtis en 1961

El 6 de octubre de 1961, Curtis creaba una nueva productora, Curtis Enterprises Incorporated. La compañía produciría Soltero en apuros (40 Pounds of Trouble), protagonizada por él mismo junto a Suzanne Pleshette y Phil Silvers y pasó a la historia por ser la primera película rodada en Disneyland. El 3 de agosto de 1962, Curtis creaba otra productoraː la Reynard Productions Incorporated.
A partir de ese momento y aunque no le faltaban guiones para escoger, su éxito empezó a decrecer. Curtis fue uno de los múltiples actores que pasaron por el largometraje El último de la lista (The List of Adrian Messenger) (1963), compartió cartel con Gregory Peck en Capitán Newman (Captain Newman, M.D.) (1963) y tuvo una pequeña aparición en Encuentro en París (Paris When It Sizzles) (1964). Junto a Kaufmann, trabajaron en su tercera película juntos, la comedia Salvaje y encantador (Wild and Wonderful) (1964). En esta segunda parte de los 60, se centró sobre todo en comedias: Adiós, Charlie (Goodbye Charlie) (1964), con Debbie Reynolds; La pícara soltera (Sex and the Single Girl) (1964), con Natalie Wood; La carrera del siglo (The Great Race) (1965), con Wood y Lemmon bajo la dirección de Blake Edwards — la película de comedia más cara hasta ese momento, pero éxito de público; Boeing Boeing (1965) con Jerry Lewis; Bromas con mi mujer... no (Not with My Wife, You Don't!) (1966) con George C. Scott y Virna Lisi; Cáete muerta, cariño (Drop Dead Darling) (1966), una comedia romántica con Rosanna Schiaffino; No hagan olas (Don't Make Waves) (1967), una sátira sobre la vida en la playa bajo la dirección de Alexander Mackendrick, con Claudia Cardinale; y El cinturón de castidad (On My Way to the Crusades, I Met a Girl Who...) (1967), una comedia italiana junto a Monica Vitti. También prestó su voz al personaje invitado de «Stony Curtis» en Los Picapiedra.
Debido a la poca repercusión y su elección de papeles en todas estas comedias, Curtis despidió a su agente y asumió un recorte salarial a 100,000 dólares para interpretar el papel principal en El estrangulador de Boston (The Boston Strangler) (1968), su primer papel dramático en muchos años. Según los críticos, su interpretación fue extraordinaria. En 1969, volvía a la comedia con El rally de Montecarlo y toda su zarabanda de antaño (Monte Carlo or Bust!) (1969), una película de carreras de autos de estrellas en la línea de La carrera del siglo. Otras comedias de la época en las que aparecía fueron Bajo cualquier bandera (You Can't Win 'Em All) (1970) con Charles Bronson y Esta noche vamos de guerra (Suppose They Gave a War and Nobody Came) (1970). Curtis también rodó para la televisión, en especial con Roger Moore en la serie The Persuaders! como Danny Wilde (1971).

### Últimos años en la interpretación
Los últimos años de la vida interpretativa siguieron siendo muy comunes, acuciado por sus problemas económicos por sus múltiples divorcios. Fue uno de los villanos en El conde de Monte Cristo (1975) y tuvo un papel protagónico en el film de gánsteres Lepke (1975). Curtis siguió ligado al mundo de la televisión con McCoy (1975–76). También figuró en el amplio reparto de El último magnate (The Last Tycoon) (1976) y participó también en la comedia italiana Casanova y compañía (Casanova & Co.) (1977). Posteriormente, Curtis volvió a la televisión como propietario del casino en la serie de ABC Vega$ (1978-1981).

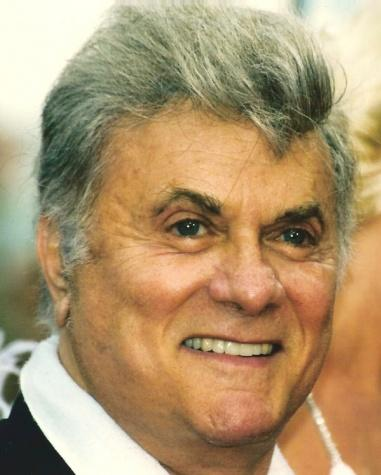
Curtis en 1997

Curtis apareció junto a Mae West en Sextette (1978) y protagonizó la película de terror Retorno desde la quinta dimensión (The Manitou) (1978), y la comedia La pandilla de picarones va al Japón (The Bad News Bears Go to Japan) (1978). Tuvo papeles protagónicos en Dos sinvergüenzas en el desierto (It Rained All Night the Day I Left) (1980), El truhán y su prenda (Little Miss Marker ) (1980) y The Scarlett O'Hara War (1980) y fue una estrella más en el reparto de El espejo roto (The Mirror Crack'd) (1980). Para ABC, fue el protagonista de 1978 hasta 1981 en la serie producción de Aaron Spelling, Vega$, donde encarna al propietario del Las Vegas Desert Inn Philip (Slick) Roth. Después de Vega$, en televisión, Curtis siguió apareciendo como estrella invitada hasta mediados del 2000. Su última aparición en la pequeña pantalla sería en la serie documental retrospectiva "Hollywood Babylon" (en la que Curtis recuerda anécdotas de su carrera). 
En 2002, Curtis hizo una gira por todos los Estados Unidos de Some Like it Hot, un renacimiento modificado del musical de 1972 Sugar (musical), basado en la película que protagonizó. En esta ocasión, Curtis interpretó el papel de Osgood Fielding, papel que interpretó Joe E. Brown en la película.

## Faceta como pintor
Durante toda su vida, Curtis tuvo la pintura como una de sus aficiones, pero no fue hasta principios de la década de los 80, en que hizo de la pintura una segunda carrera artística. Sus trabajos llegaron a ser pagados por más de 25.000 dólares. En los últimos años de su vida, se centró en su faceta de pintor por delante de su carrera cinematográfica. Curtis se describía como un pintor surrealista con influencias de Van Gogh, Matisse, Picasso y Magritte. En 2007, su pintura La mesa roja estuvo en exhibición en el Museo Metropolitano de Arte en la ciudad de Nueva York. Sus pinturas también se pueden ver en la Galería Tony Vanderploeg en Carmelo, California.

## Matrimonios

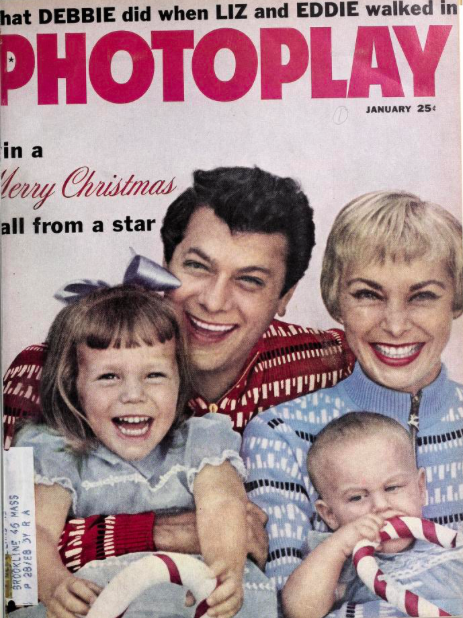
Curtis y Janet Leigh en la portada de la revista Photoplay con sus hijas Jamie Lee y Kelly en 1960

Tony Curtis estuvo casado seis veces. Su primera esposa fue la actriz Janet Leigh (1927-2004), a la que conoció en una fiesta organizada por la RKO. El estudio con el que estaba bajo contrato, Universal-International, generalmente se mantuvo fuera de la vida amorosa de sus estrellas. Sin embargo, cuando decidieron casarse, los ejecutivos del estudio estuvieron tres días tratando de convencerlo de que no lo hiciera, diciéndole que se "envenenaría a sí mismo en la taquilla". Amenazaron con el "destierro" de regreso al Bronx y el final de su incipiente carrera. En respuesta, Curtis y Leigh decidieron desafiar a los directores del estudio y se fugaron y un juez local los casó en Greenwich, Connecticut. El comediante y amigo cercano Jerry Lewis estuvo presente como testigo. Entre 1951 y 1962, los Curtis-Leigh fueron la pareja más fotografiada y deseada del momento.
Fruto de esta relación, con la que estuvo casado 11 años, tuvo dos hijas: Jamie Lee Curtis y Kelly Curtis, ambas actrices. Se divorciaron en 1962. Tiempo después, Curtis dijo en una entrevistaː 

Durante un tiempo, fuimos la pareja dorada de Hollywood. Aparte de mi trabajo, mi vida giraba alrededor de Janet, y aparte de mi oficio, pero el brillo dorado comenzó a desvanecerse en sus ojos. Me di cuenta de que fuera lo que fuera, no era suficiente para Janet. Eso me dolió mucho y rompió mi corazón.

El 8 de febrero de 1963, Curtis se casó con Christine Kaufmann, la joven actriz alemana de 17 años, coestrella de su entonces última película, Taras Bulba. Tuvieron dos hijas, Alexandra y Allegra. Se divorciaron en 1968 y Kaufmann reanudó su carrera, que se había interrumpido durante su matrimonio.
El 20 de abril de 1968, Curtis se casó con Leslie Allen, con la que tuvo dos hijos: Nicholas Bernard (31 de diciembre de 1970 – 2 de julio de 1994) y Benjamin Curtis (2 de mayo de 1973). La pareja se divorció en 1982. En 1994, su hijo Nicholas moriría a causa de una sobredosis de heroína a la edad de 23 años. Después de la muerte de su hijo, Curtis diría que "no hay cosa más terrible para un padre que perder a un hijo."
Dos años después, en 1984, Curtis se casaría por cuarta vez con  la actriz Andrea Savio y se divorciaron en 1992. Su quinta esposa sería la abogada Lisa Deutsch con la que se casó el 28 de febrero de 1993 y que tan solo duraría un año.
Su sexta y última esposa sería Jill Vandenberg, 45 años más joven que él. Se conocieron en un restaurante en 1993 y se casaron el 6 de noviembre de 1998. El actor diríaː

La diferencia de edad no nos molesta. Nos reímos mucho. Mi cuerpo está funcionando y todo está bien. Es la mujer más sexy que he conocido. No pensamos en el tiempo. Tampoco uso Viagra. Hay 50 maneras de complacer a tu amante."

## Filantropía
A principios de 1990, Curtis y su hija Jamie Lee Curtis tomaron un renovado interés en la herencia judía húngara de su familia, y ayudaron a financiar la reconstrucción de la Gran Sinagoga en Budapest, Hungría. La sinagoga más grande de Europa hoy en día fue construida originalmente en 1859 y sufrió daños durante la Segunda Guerra Mundial. En 1998, fundó la Emanuel Foundation para la Cultura Húngara, y fue honrado como presidente honorario. La organización trabajó en la restauración y preservación de sinagogas y los más de 1.300 cementerios judíos en Hungría. Curtis también ayudó a promover la imagen nacional de Hungría en anuncios publicitarios.

## Salud, adicciones y muerte

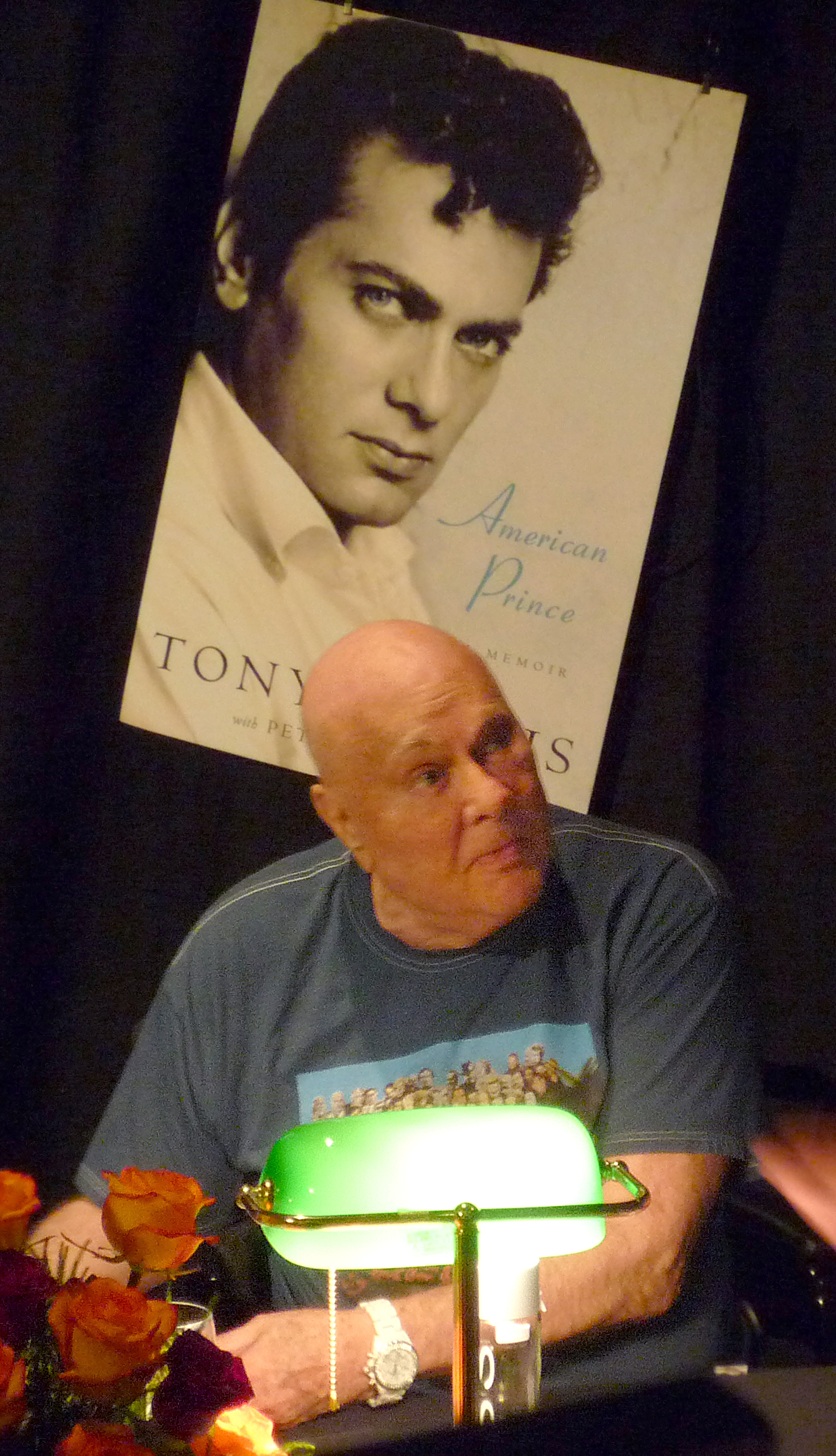
Tony Curtis en marzo de 2009.

El 26 de abril de 1970, Curtis fue arrestado por posesión de marihuana en el Aeropuerto de Heathrow en Londres.
Durante el rodaje de The Persuaders! en 1971, Curtis desarrolló una reputación entre sus compañeros de reparto y el equipo como un fumador frecuente de marihuana. En 1974, Curtis desarrolló una fuerte adicción a la cocaína mientras estaba rodando Lepke, en un momento en que su estrellato había decaído considerablemente y le ofrecían pocos papeles en el cine. En 1984, Curtis fue ingresado al sufrir un avanzado estado de cirrosis como resultado de su adicción al alcohol y a la cocaína. Posteriormente ingresó a la Clínica Betty Ford y prometió superar sus diversas enfermedades. Se sometió a una cirugía de bypass cardíaco en 1994, después de sufrir un ataque al corazón. De hecho, la propia Jamie Lee Curtis recordaba cómo había ido a comprar heroína de la mano de su propio padre en alguna ocasión o su hermanastra Allegra comentó en una entrevistaː 

Fumaba cocaína y, cuando yo volvía del colegio, estaba tirado y amodorrado. Con 15 años, tuve que actuar como si fuera su madre.

Curtis murió en su casa de Las Vegas el 29 de septiembre de 2010 de un paro cardiorrespiratorio, agravado por su avanzada edad. Dos meses antes, había estado hospitalizado por problemas respiratorios y su salud era delicada, según informó su hija, la actriz Jamie Lee Curtis. En una entrevista para Associated Press, ella dijo:

Mi padre se va, dejando tras de sí un legado de grandes interpretaciones en el cine y en sus pinturas y ensamblajes artísticos. Deja atrás a sus hijos y sus familias, que lo amaron y lo respetaron, y una esposa y suegros que se dedicaron a él. También deja atrás fans por todo el mundo. Le echaremos mucho de menos.
Jamie Lee Curtis (CNN)

Cinco meses antes de su muerte, reescribió su testamento nombrando a todos sus hijos y desheredándolos intencionalmente sin explicación, y luego dejando todo su patrimonio a la que era su esposa en ese momentoː Jill Vandenberg.

 La primogénita del actor, Kelly, impugnó el testamento, pero la justicia no le dio la razón.

## Filmografía

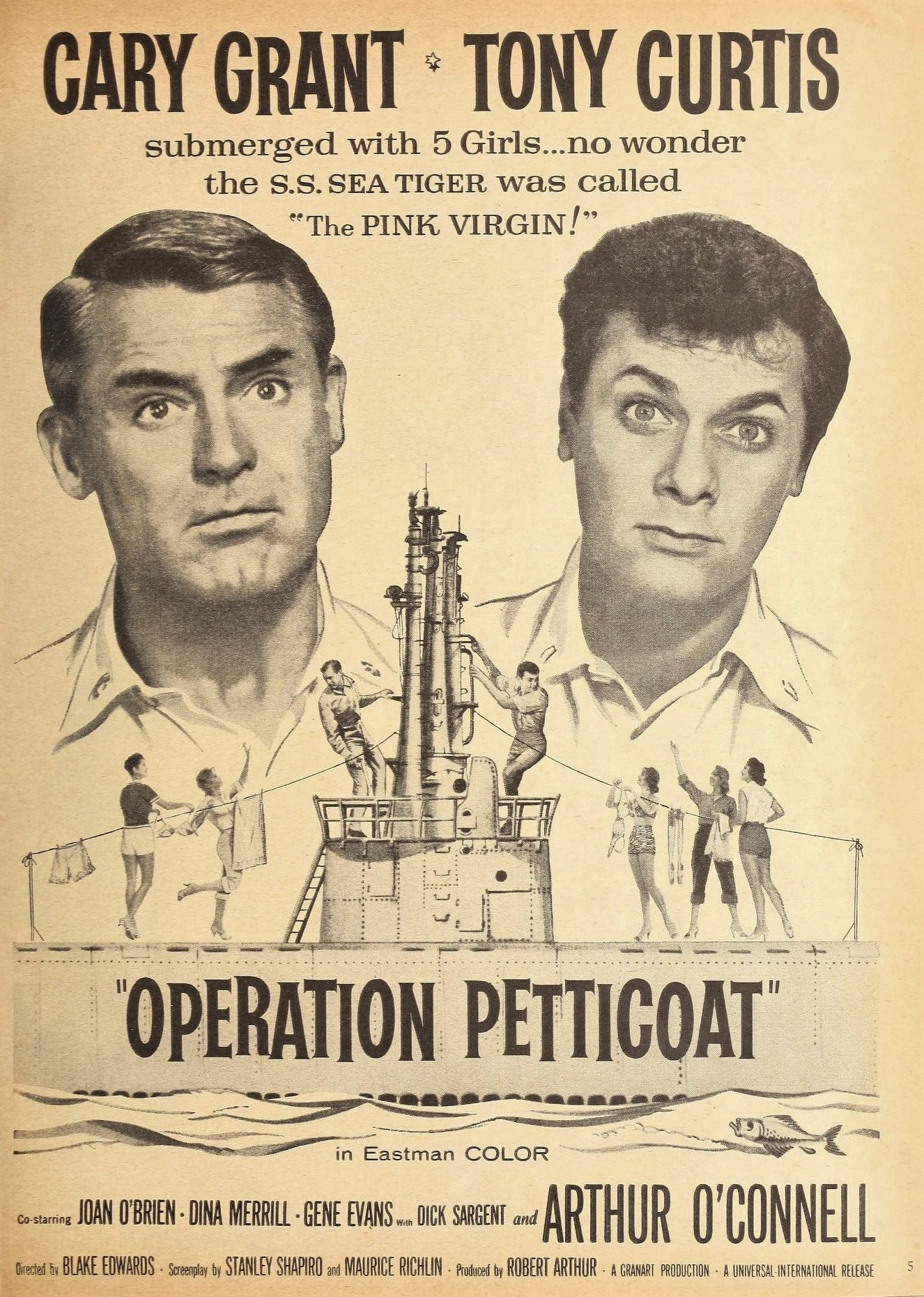
Cartel promocional de Operación Pacífico

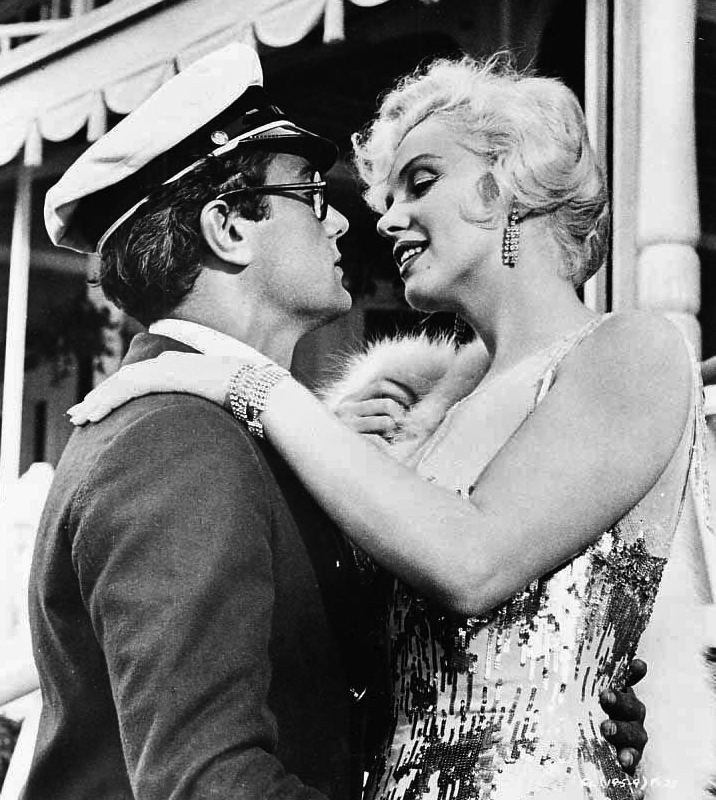
Tony Curtis y Marilyn Monroe en una imagen promocional de Some Like it Hot (1959)

Cine
| Año  | Película                                            | Director                              | Personaje                     |
| ---- | --------------------------------------------------- | ------------------------------------- | ----------------------------- |
| 1949 | Criss Cross                                         | Robert Siodmak                        | Bailarín (sin acreditar)      |
| 1949 | City Across the River                               | Maxwell Shane                         | Mitch                         |
| 1949 | The Lady Gambles                                    | Michael Gordon                        | Botones                       |
| 1949 | Johnny Stool Pigeon                                 | William Castle                        | Joey Hyatt                    |
| 1950 | Mujer oculta                                        | Michael Gordon                        | Dave Shaw (voz)               |
| 1950 | Mi mula Francis                                     | Arthur Lubin                          | Capitán Jones                 |
| 1950 | I Was a Shoplifter                                  | Charles Lamont                        | Pepe                          |
| 1950 | Sierra                                              | Alfred E. Green                       | Brent Coulter                 |
| 1950 | Winchester '73                                      | Anthony Mann                          | Doan                          |
| 1950 | Kansas Raiders                                      | Ray Enright                           | Kit Dalton                    |
| 1951 | The Prince Who Was a Thief                          | Rudolph Maté                          | Julna                         |
| 1952 | Flesh and Fury                                      | Joseph Pevney                         | Paul Callan                   |
| 1952 | No Room for the Groom                               | Douglas Sirk                          | Alvah Morrell                 |
| 1952 | El hijo de Alí Babá                                 | Kurt Neumann                          | Kashma Baba                   |
| 1953 | All American                                        | Jesse Hibbs                           | Nick Bonelli                  |
| 1953 | Houdini                                             | George Marshall                       | Harry Houdini                 |
| 1953 | Forbidden                                           | Rudolph Maté                          | Eddie                         |
| 1954 | Beachhead                                           | Suart Heisler                         | Burke                         |
| 1954 | Johnny Dark                                         | George Sherman                        | Johnny Dark                   |
| 1954 | Coraza negra                                        | Rudolph Maté                          | Nyles                         |
| 1955 | Six Bridges to Cross                                | Joseph Pevney                         | Jerry Florea                  |
| 1955 | So This Is Paris                                    | Richard Quine                         | Joe Maxwell                   |
| 1955 | La Máscara Púrpura                                  | H. Bruce Humberstone                  | Rene de Traviere              |
| 1955 | The Square Jungle                                   | Jerry Hopper                          | Eddie Quaid                   |
| 1956 | Aquellos duros años                                 | Rudolph Maté                          | Ben Matthews                  |
| 1956 | Trapecio                                            | Carol Reed                            | Tino Orsini                   |
| 1957 | El temible Mr. Cory                                 | Blake Edwards                         | Cory                          |
| 1957 | El rastro del asesino                               | Joseph Pevney                         | Joe Martini                   |
| 1957 | Chantaje en Broadway                                | Alexander Mackendrick                 | Sidney Falco                  |
| 1958 | Los vikingos                                        | Richard Fleischer                     | Eric                          |
| 1958 | Kings Go Forth                                      | Delmer Daves                          | Cabo Britt Harris             |
| 1958 | Fugitivos                                           | Stanley Kramer                        | John 'Joker' Jackson          |
| 1958 | Vacaciones sin novia                                | Blake Edwards                         | Cabo Paul Hodges              |
| 1959 | Some Like It Hot                                    | Billy Wilder                          | Joe                           |
| 1959 | Operation Petticoat                                 | Blake Edwards                         | Teniente JG Nicholas Holden   |
| 1960 | ¿Quién era esa chica?                               | George Sidney                         | David Wilson                  |
| 1960 | The Rat Race                                        | Robert Mulligan                       | Pete Hammond Jr.              |
| 1960 | Espartaco                                           | Stanley Kubrick                       | Antonino                      |
| 1960 | Pepe                                                | George Sidney                         | Él mismo                      |
| 1961 | El gran impostor                                    | Robert Mulligan                       | Ferdinand Waldo Demara        |
| 1961 | El sexto héroe                                      | Delbert Mann                          | Ira Hayes                     |
| 1962 | Taras Bulba                                         | J. Lee Thompson                       | Andrei Bulba                  |
| 1962 | 40 Pounds of Trouble                                | Norman Jewison                        | Steve McCluskey               |
| 1963 | The List of Adrian Messenger                        | John Huston                           | Organ Grinder                 |
| 1963 | Capitán Newman                                      | David Miller                          | Cpl. Jackson 'Jake' Leibowitz |
| 1964 | Encuentro en París                                  | Richard Quine                         | Actor imaginado               |
| 1964 | Wild and Wonderful                                  | Michael Anderson                      | Terry Williams                |
| 1964 | Goodbye Charlie                                     | Vincente Minnelli                     | George Tracy                  |
| 1964 | Sex and the Single Girl                             | Richard Quine                         | Bob Weston                    |
| 1965 | La carrera del siglo                                | Blake Edwards                         | El Gran Leslie                |
| 1965 | Boeing Boeing                                       | John Rich                             | Bernard Lawrence              |
| 1966 | Not with My Wife, You Don't!                        | Norman Panama                         | Tom Ferris                    |
| 1966 | Drop Dead Darling                                   | Ken Hughes                            | Nick Johnson                  |
| 1967 | Don't Make Waves                                    | Alexander Mackendrick                 | Carlo Cofield                 |
| 1967 | El cinturón de castidad                             | Pasquale Festa Campanile              | Guerrando da Montone          |
| 1968 | La semilla del diablo                               | Roman Polanski                        | Donald Baumgart (voz)         |
| 1968 | El estrangulador de Boston                          | Richard Fleischer                     | Albert DeSalvo                |
| 1969 | Monte Carlo or Bust!                                | Ken Annakin                           | Chester Schofield             |
| 1970 | Bajo cualquier bandera                              | Peter Collinson                       | Adam Dyer                     |
| 1970 | Esta noche nos vamos de guerra                      | Hy Averback                           | Shannon Gambroni              |
| 1973 | La tercera chica de la izquierda                    | Peter Medak                           | Joey Jordan                   |
| 1975 | Lepke                                               | Menahem Golan                         | Louis 'Lepke' Buchalter       |
| 1975 | El conde de Montecristo                             | David Greene                          | Fernand Mondego               |
| 1976 | El último magnate                                   | Elia Kazan                            | Rodriguez                     |
| 1977 | Casanova                                            | Franz Antel                           | Giacomo / Casanova            |
| 1978 | Sextette                                            | Ken Hughes                            | Alexei Karansky               |
| 1978 | The Manitou                                         | William Girdler                       | Harry Erskine                 |
| 1978 | La pandilla de picarones va al Japón                | John Berry                            | Marvin Lazar                  |
| 1979 | Parásitos                                           | Joseph Hardy                          | Randy Brent                   |
| 1979 | Objetivo mortal                                     | Les Rose                              | Frank Renzetti                |
| 1980 | El truhán y su prenda                               | Walter Bernstein                      | Blackie                       |
| 1980 | Dos sinvergüenzas en el desierto                    | Nicolas Gessner                       | Robert Talbot                 |
| 1980 | El espejo roto                                      | Guy Hamilton                          | Martin N. Fenn                |
| 1980 | Moviola: La guerra de Escarlata O'Hara              | John Erman                            | David O. Selznick             |
| 1982 | Otelo (Comando negro)                               | Max H. Boulois                        | Col. Iago                     |
| 1982 | Juegos de la mente                                  | Ulli Lommel                           | Dr. Clavius                   |
| 1983 | ¿Dónde está Parsifal?                               | Henri Helman                          | Parsifal Katzanella-Boden     |
| 1983 | Objetivo mortal                                     | Les Rose                              | Frank Renzetti                |
| 1985 | El mundo de las películas de fantasía de George Pal | Arnold Leibovit                       | Él mismo                      |
| 1985 | Insignificance                                      | Nicolas Roeg                          | Senador                       |
| 1986 | Banter                                              | Hervé Hachuel                         | Charles Foster                |
| 1986 | Club Life                                           | Norman Thaddeus Vane                  | Hector                        |
| 1988 | Der Passagier - Welcome to Germany                  | Thomas Brasch                         | Mr. Cornfield                 |
| 1988 | Midnight                                            | Norman Thaddeus Vane                  | Mr. B                         |
| 1989 | Walter & Carlo In America                           | Jarl Friis-Mikkelsen y Ole Stephensen | Willy La Rouge                |
| 1989 | El hombre langosta                                  | Stanley Sheff                         | J.P. Shelldrake               |
| 1991 | Principal objetivo                                  | David Heavener                        | (Sin acreditar)               |
| 1992 | Punto de traición                                   | David A. Prior                        | Stephen Moore                 |
| 1993 | Desnudo en Nueva York                               | Daniel Algrant                        | Carl Fisher                   |
| 1993 | The Mummy Lives                                     | Gerry O'Hara                          | Aziru                         |
| 1995 | Muerte anunciada                                    | Brian Grant                           | Dominic                       |
| 1996 | Brittle Glory                                       | Stewart Schill                        | Jack Steele                   |
| 1997 | Stargames                                           | Greydon Clark                         | King Fendel                   |
| 1998 | Louis & Frank                                       | Alexandre Rockwell                    | Lenny Star Springer           |
| 1999 | Play It to the Bone                                 | Ron Shelton                           | Aficionado del boxeo          |
| 2002 | Reflexiones del mal                                 | Damon Packard                         | Narrador                      |
| 2008 | David & Fatima                                      | Alain Zaloum                          | Mr. Schwartz                  |

Televisión
- The Persuaders! (1971)
- McCoy
- Vega$ (1978-1981)
- Inmates: A Love Story (1981)
- The Million Dollar Face (1981)
- Retrato de una bailarina (1982)
- Una ciudad llamada Balboa (1983)
- La princesa de la mafia (1986)

## Premios y reconocimientos
Premios Óscar
| Año  | Categoría   | Película  | Resultado |
| ---- | ----------- | --------- | --------- |
| 1959 | Mejor Actor | Fugitivos | Nominado  |

- Premio honorífico "La General" por su carrera cinematográfica en el Festival de Cine de Sitges 2000.

En marzo de 2006, Curtis recibió un Premio Empire por toda una carrera.
Curtis tiene su estrella en el paseo de la fama de Hollywood en el Hollywood Boulevard y fue nombrado Caballero de la Orden de las Artes y las Letras (Chevalier des Arts et des Lettres) en 1995 en Francia. Falleció el 29 de septiembre de 2010, a los 85 años, a causa de un ataque al corazón, en su residencia de Las Vegas.